# Cándido Catalán Lasala
Cándido Catalán Lasalas - C.M.F. (Corella, 16 de febrero de 1916 - Fernán Caballero, 28 de julio de 1936) fue un religioso y estudiante misionero navarro de la Congregación de los Claretianos (Misioneros Hijos del Inmaculado Corazón de María) y mártir religioso perseguido durante la guerra civil española (1936-1939), martirizado bajo el fuego de los fusiles el 28 de julio de 1936 en Fernán Caballero.

## Biografía

### Primeros años y sacerdocio
Cándido Isaías Catalán Lasalas, nació un 16 de febrero de 1916 en Corella, municipio y ciudad española de la Comunidad Foral de Navarra. Sus padres fueron Feliciano Catalán Monreal y Jacinta Lasalas Santos, su hermana fue Julia Catalán Lasalas, vecinos de Corella. Recibió el sacramento de la Confirmación el 26 de septiembre de 1918. En 1927 a los 11 años, siguiendo las huellas de su tío, el sacerdote Cándido Catalán Monreal, entonces Provincial de la Provincia Bética de los Claretianos, ingresó en los Misioneros Claretianos y cursó las diversas etapas de su formación en Plasencia (Cáceres), Don Benito y Zafra (Provincia de Badajoz), Sigüenza (Provincia de Guadalajara), Salvatierra (Álava).

### De Zafra a Ciudad Real
Las dificultades para el Seminarista Claretiano comenzaron tras las elecciones de febrero de 1936, ganadas en la ciudad de Zafra por las derechas, pero desbaratadas pronto por las izquierdas que se adueñaron de toda la Provincia de Badajoz. En Zafra, tras la huida de la derecha, tomó posesión de la alcaldía Eloy José González Barrero "pepe el fresco" del Frente Popular, en sus planes estaba que la comunidad claretiana abandonara la ciudad.
El 12 de marzo, la comunidad claretiana del teologado de Zafra, al tener que acoger al noviciado de la provincia de Jerez de los Caballeros, pasó a estar integrada por sesenta y seis miembros, cosa que pareció al Alcalde de Zafra una provocación.
El 24 de abril de 1936 se celebró en la ciudad de zafra un mitin en el que se decidió echar a los frailes y monjas, los sesenta y seis miembros de la Comunidad corrían serio peligro en sus vidas, los desmanes se preparaban para el primero de Mayo, y se ensayaban expresamente por las turbas delante del Colegio Seminario con himnos, mueras y pedradas. El 28 de abril comenzó el desalojo de la casa teologado quedando Zafra cinco Padres, ocho Estudiantes y cinco Hermanos. El día 1 de mayo el Padre Superior, Saturnino González, envió al hermano José Montoro al hospital a visitar al anciano hermano Juan Parera, durante el trayecto fue apresado, golpeado, y llevado al ayuntamiento donde fue torturado brutalmente por el inspector municipal y tres municipales.
El día 2 de mayo comenzó a reunirse gente alrededor del convento con la idea de echar de la ciudad a los religiosos, el padre superior tuvo que pedir protección a la autoridad del Alcalde y del Gobernador, se desalojó el edificio, que quedó bajo la custodia de la Municipalidad. Los estudiantes de Zafra se dirigieron a Don Benito, donde las autoridades pidieron al Padre superior que se marcharan de la ciudad, viéndose obligados a continuar hasta Ciudad Real.

### Su arresto, tortura y muerte
El Teologado de Bética se encontraba ahora en Ciudad Real. El 4 de mayo estaban todos los Seminaristas Teólogos en Ciudad Real, encerrados en un caserón enclavado dentro de la Ciudad, no podían salir para nada, por el ambiente prerrevolucionario que se respiraba. El Padre Máximo Peinador, mando reanudar las clases, el 10 de mayo quedó normalizada relativamente la vida del teologado.

El día 18 de julio estallaba la revolución, en Ciudad Real seguían las cosas con relativa normalidad, pero vista la situación el Padre Estanislao Sanmartín, intentó el traslado de los estudiantes a Portugal. Al mediodía del día 24, se presentan unos quince hombres armados exigiendo el inmediato abandono de la casa, el Padre Superior, Saturnino González, exige la orden por escrito del Gobernador Germán Vidal Barreiro. El Padre Superior ordena la marcha ya prevista, pero se adelanta la turba de mineros de Puertollano y Almadén, ferroviarios de Manzanares y campesinos de Almagro. Los asaltantes no sabían que había tanta gente dentro y empezaron las discusiones sobre que hacer con los prisioneros, tirarlos al río, quemadlos vivos o tirotearlos. Hacia las cuatro se presentó Carnicero, delegado del Gobernador, que tras inspeccionar las dependencias les comunica apesadumbrado que todos quedaban detenidos y presos en la anexa Casa de Ejercicios. Aquella autoridad responsable cacheó a los detenidos y registró todas las existencias, no podían salir para nada ni asomarse a la ventana sin previo permiso. El calor era sofocante y estaban deshidratados, al fin consintieron de los milicianos que dos de los detenidos pasaran el botijo de agua de cuarto en cuarto. Por la tarde los milicianos trajeron a sus parientas, amigas o novias, para que contemplaran a los curas en sus cuartos, mientras por los pasillos desfilaban muchachas vistiendo ornamentos sagrados o cubiertas con bonetes de clérigo.

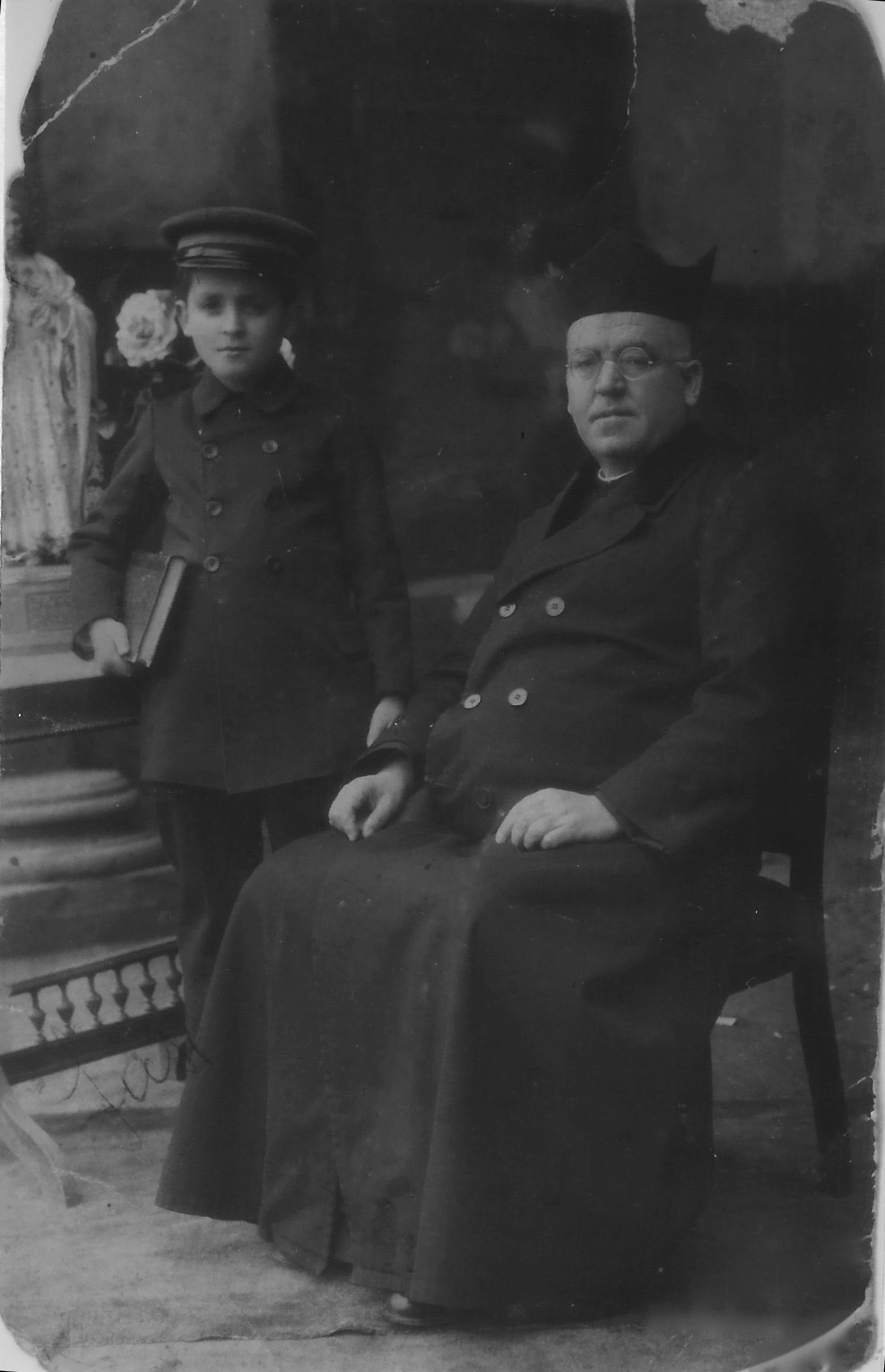
Cándido Catalán Lasalas junto su tío el Padre Cándido Catalán Monrreal

El día 28 el Superior logró ponerse en contacto con el Gobernador y se le extendieron salvoconductos para ir todos a Madrid, se organizaron los grupos, el primero dirigido por el Padre Superior Máximo Peinador acompañado por su anciano padre Don Eutiquiano Peinador. Subidos a los taxis, custodiados por milicianos, marcharon todos hacia la estación del ferrocarril. Era media tarde, los expedicionarios se distribuyen para subir a los vagones, los milicianos reúnen a los muchachos en una sala de la estación y los guardan allí hasta que llegue el tren, que se presenta a las cuatro y cuarto. En este tren venía un gran contingente de milicianos de Puertollano llamados a filas, y que se dirigían a Madrid, enterados sobre el asunto de los seminaristas, impiden que suban porque los quieren matar allí mismo, se entabla una 
acalorada discusión entre socialistas de Ciudad Real que quieren llevar a los muchachos hasta Madrid para que determine la Dirección General de Seguridad, y los milicianos comunistas que se empeñan en liquidarlos allí mismo, al fin, los suben en el vagón de atrás, y, para que vayan todos juntos, desalojan de sus puestos a varias personas. En el trayecto les exigen la documentación, al llegar a la primera estación de Fernán Caballero, dos milicianos se adelantan al maquinista y le ordenan no poner en marcha el tren hasta nuevo aviso, hacen bajar a los catorce muchachos ( el P. Máximo iba vestido de paisano, en un departamento distinto, acompañando a su padre, por esto se libró de morir fusilado ) colocan entre la segunda y la tercera vía, los milicianos se quedan a diez metros en la vía primera, apuntando con los fusiles. La nutrida descarga no logra matar a algunos, que, heridos solamente, se arrastran hacia los vagones para agarrarse a sus plataformas, pero los milicianos van dando a cada uno el tiro de gracia, a la mayoría de ellos mintiéndoles la bala por los ojos, los cadáveres quedaron tendidos en suelo durante muchas horas.
Cándido Catalán revuelto en su propia sangre permanece durante cuatro horas tirado entre las vías, pero no estaba muerto, una de las balas le había explotado un pulmón y roto el pericarpio.  El seminarista recelaba de todos mientras pedía algo de agua, Carmen Herrera Rodero la hija del jefe de la estación, insistía en que se le permitiera proporcionar al herido un poco de agua; más el temor a posibles atropellos hizo que no se lograra su deseo. Según el testimonio del jefe de la estación, el temor que se había apoderado de todos los impidió acercarse al herido.
Fue atendido por los doctores Pascual Crespo Campesino y Alfonso González Calzada ayudados por la hija del jefe de la estación y por Maximiliana Santos la mujer del factor de circulación (Ricardo Muñoz López). Tras reanimarlo, las autoridades reúnen a los sospechosos y se los presentan al moribundo a ver si reconoce a alguno de ellos como asesino, el muchacho los mira y niega con la cabeza, lo montan en una camioneta convertida en improvisada ambulancia, pero no llega vivo a la Ciudad. A mitad de camino, cerca del río Guadiana, a la altura del puente se les averió la camioneta, al bajarse para arreglarla se dieron cuenta de que el herido había fallecido.
Los cadáveres de los trece muchachos fueron tapados con lonas, para que no estuvieran expuestos a merced de los perros y permanecieron en el suelo hasta el día siguiente, cuando algunas mujeres de Fernán Caballero prestaron sábanas para envolverlos dignamente y ser enterrados en el cementerio. A las siete de la mañana los llevaron en dos carros de mulas al cementerio.
En el Juzgado de Instrucción de Ciudad Real se instruyó un sumario referente al Sr. Catalán. Se halla en el L. O. 830, 425 y de él se da cuenta en la Gaceta de Madrid núm. 221, 8 AGOSTO 1936, ANEXO ÚNICO, PÁGINA 73.

## Testimonios
Jesús Aníbal Gómez Gómez, Beato Seminarista y Mártir: "No tenemos huerta, y para el baño nos las arreglamos de cualquier modo... De paseo no hemos salido ni una sola vez desde que llegamos: de hecho guardamos clausura estrictamente papal; así nos lo exigen las circunstancias. Por lo dicho, pueden ver que no estamos en Jauja y que algo tenemos que ofrecer al Señor".
Un viajero que iba en el tren: “Ordenaron a los frailes que se bajasen porque habían llegado a su destino. Unos bajaron voluntariamente pero a otros que se resistían a bajar los bajaron a culatazos. Los milicianos se pusieron frente a los frailes y algunos de ellos, levantando los brazos gritaron ¡Viva Cristo Rey!, mientras que los más temerosos se tapaban la cara. Uno era muy bajito pero les daba ánimos a todos. Empezaron las descargas y todos los frailes cayeron al suelo y al que intentaba incorporarse, lo remataban”.
Carmen Herrera Rodero, hija del jefe de Estación: "Yo y la mujer del factor, Maximiliana Santos, ayudamos a los médicos a curar al herido. Yo puse agua caliente para lavarle las heridas y la mujer del factor facilitó una sábana para hacer vendas. En la Estación yo le di de beber..."
Pascual Crespo Campesino, médico que lo atendió en la Estación: "Presentaba aspecto de una resignación asombrosa, no profería queja alguna..."
Saturnino González, P. Superior: "Cuatro fueron los días de prisión para las catorce víctimas propiciatorias que fueron sacrificadas el día 28 y seis para los restantes. Decir lo que en estos días tuvimos que sufrir es cosa de todo punto imposible."
P. Julio Izquierdo, misionero claretiano y seminarista del P. José María Ruíz Cano (mártir en Sigüenza): Presentación de los hechos del martirio en Sigüenza y F.Caballero->El padre Julio Izquierdo fue testigo de todo lo que ocurrió aquellos terribles días

## Exhumación
Su cadáver estuvo depositado cuatro días, en espera de que alguien lo reconociera. Domingo García realizó la autopsia. Lo enterraron en el cementerio de Ciudad Real, patio quinto, departamento gratuito, fila quinta, número 8, piso primero. Fueron trasladados, al finalizar la Guerra Civil, al panteón de los Claretianos en Madrid. 
En 1950 sus restos fueron llevados a la parroquia del Inmaculado Corazón de María, también en Madrid, regentada por los Misioneros Claretianos de la Provincia de Santiago, desde donde llegan a Sevilla tras la petición cursada por el vicepostulador de la Causa de Beatificación y Canonización de estos siervos de Dios, firmada por el arzobispo de Sevilla, monseñor Juan José Asenjo.
El miércoles 13 de febrero en un sencillo y digno acto, quedaron sepultados en la parroquia sevillana de San Antonio María Claret los restos de los catorce jóvenes que sufrieron martirio en 1936 en la estación de Fernán Caballero. En un nicho y bajo un cuadro de la Virgen con los rostros de todos ellos descansan estos siervos de Dios en espera de su beatificación.

## Beatificación
El 19 de diciembre de 2011 el Papa Benedicto XVI aprobó la promulgación de los decretos que le reconocen el martirio. Con motivo del Año de la Fe, tuvo lugar la beatificación de unos 522 mártires del siglo XX. De ese numeroso grupo, 23 son Misioneros Claretianos y uno de ellos Cándido Catalán Lasalas. Dicha beatificación es la más numerosa de la historia de la Iglesia, a la que acudieron más de 25.000 personas.
Al acto asistieron 4.000 parientes de los mártires, participaron 104 obispos (una treintena del extranjero) y unos 1.400 sacerdotes, además de autoridades como el presidente de la Generalidad, Artur Mas; el presidente del Congreso de los Diputados, Jesús Posada; el ministro de Justicia, Alberto Ruiz Gallardón, y el ministro de Interior, Jorge Fernández Díaz."

## Los mártires de Fernán Caballero

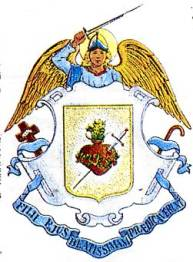
Escudo Claretiano

Los nombres de los 14 mártires claretianos que fueron fusilados en Fernán Caballero son éstos:
- Cándido Catalán Lasala.(16.02.1916 en Corella (Navarra) †28.07.1936 en Ciudad Real)
- Tomás Cordero Cordero.(08.06.1910 en Robledino de la Valduerna (León) †28.07.1936 en Fernán Caballero)
- Claudio López Martínez.(18.12.1910 en Mundilla de Valdelucio (Burgos) †28.07.1936 en Fernán Caballero)
- Ángel López Martínez.(02.10.1912 en Mundilla de Valdelucio (Burgos) †28.07.1936 en Fernán Caballero)
- Primitivo Berrocoso Maillo.(19.02.1913 en Jerte (Cáceres) †28.07.1936 en Fernán Caballero)
- Antonio Lasa Vidaurreta.(28.06.1913 en Loizu (Navarra) †28.07.1936 en Fernán Caballero)
- Vicente Robles Gómez.(25.04.1914 Villanueva del Conde (Salamanca) †28.07.1936 en Fernán Caballero)
- Melecio Pardo Lorente.(03.08.1913 en Cháves (Valladolid) †28.07.1936 en Fernán Caballero)
- Antonio María Orrego Fuentes.(15.01.1915 en Oliva de la Frontera (Badajoz) †28.07.1936 en Fernán Caballero)
- Otilio del Amo Palomino.(02.04.1913 en Bustillo (Valladolid) †28.07.1936 en Fernán Caballero)
- Ángel Pérez Murillo.(06.01.1915 en Montánchez (Cáceres) †28.07.1936 en Fernán Caballero)
- Abelardo García Palacios.(15.10.1913 en Yudego (Burgos) †28.07.1936 en Fernán Caballero)
- Gabriel Barriopedro Tejedor.(18.03.1915 en Barahona (Soria) †28.07.1936 en Fernán Caballero)
- Jesús Aníbal Gómez Gómez.(13.06.1914 en Tarso (Antioquia) †28.07.1936 en Fernán Caballero)

## Galería de imágenes

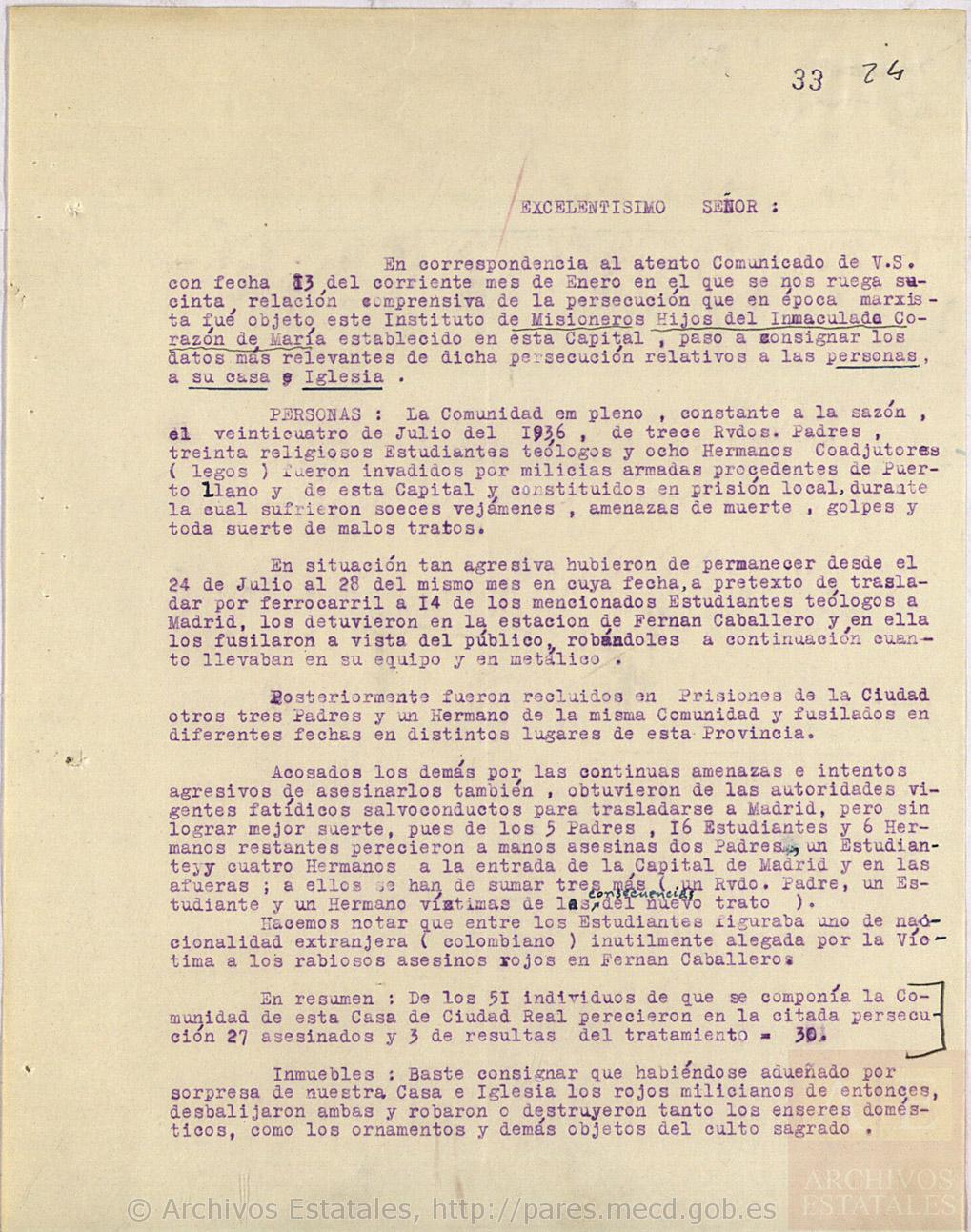
Persecución religiosa, pieza décima de Ciudad Real. folio 33
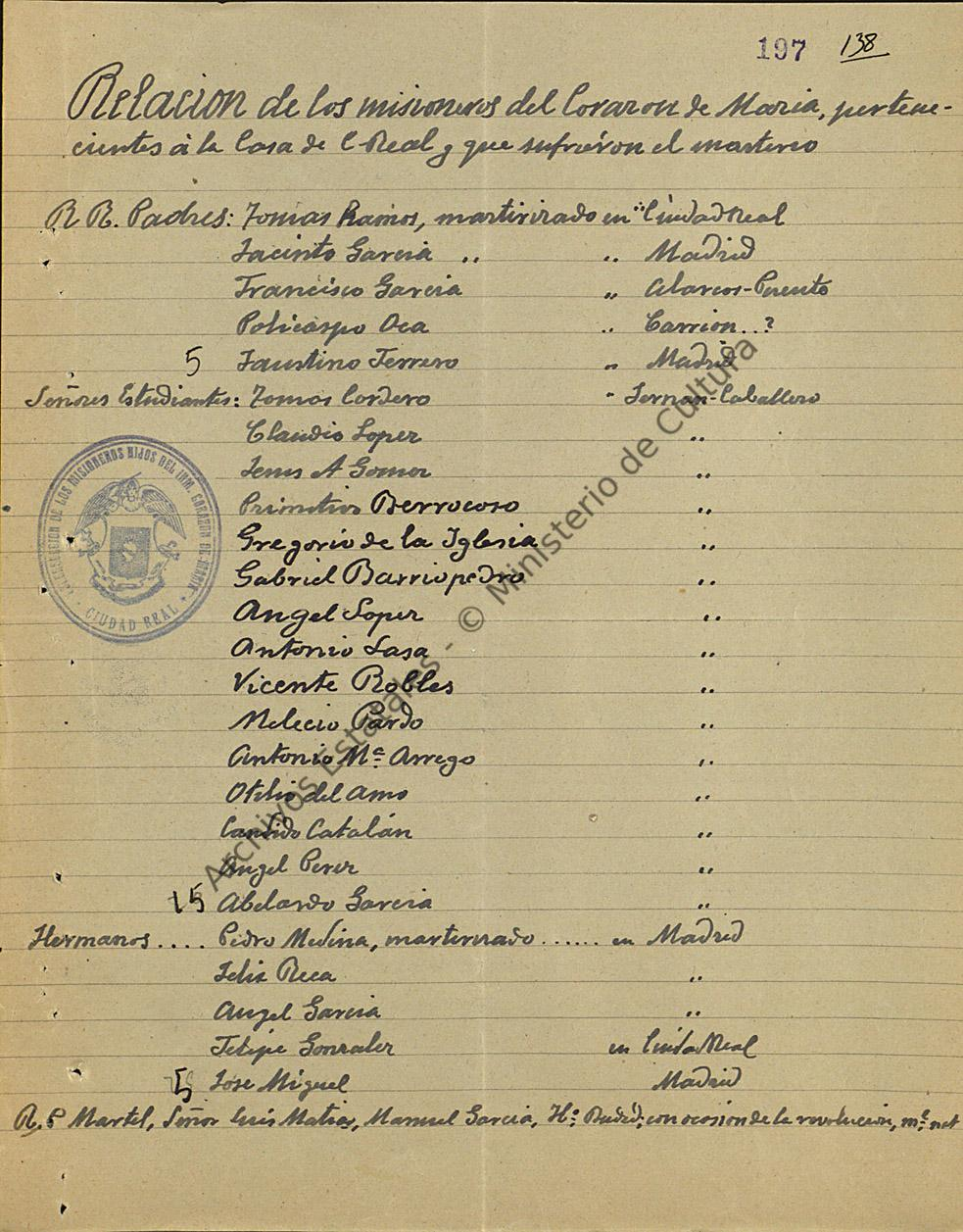
Archivos estatales
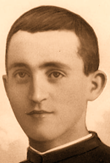
Catalán Lasala C.
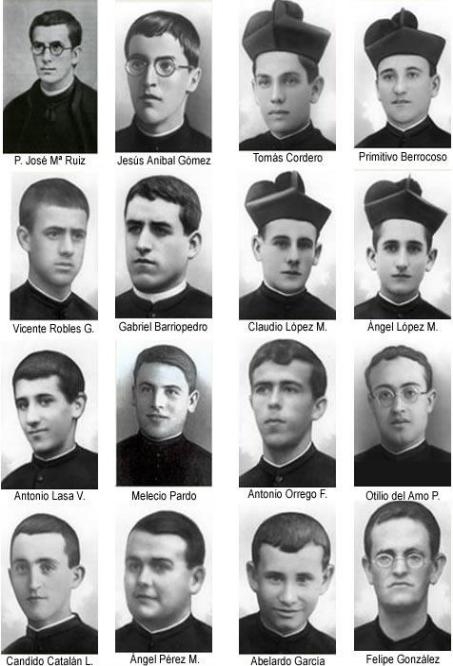
Mártires de Sigüenza y F. Caballero
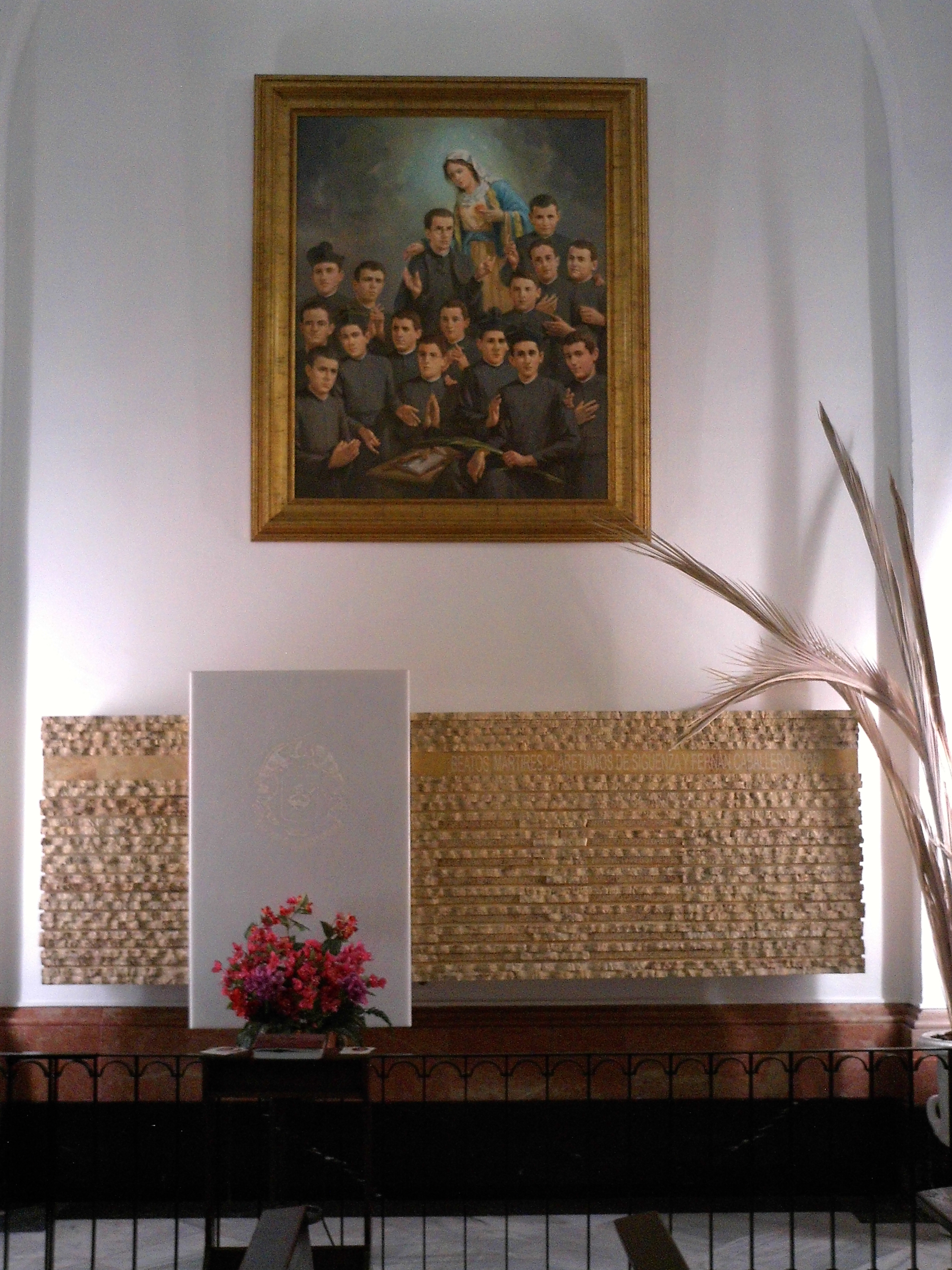
Tumba mártires claretianos
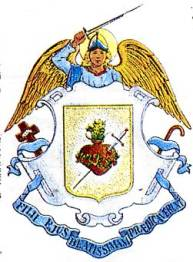
Escudo Claretiano
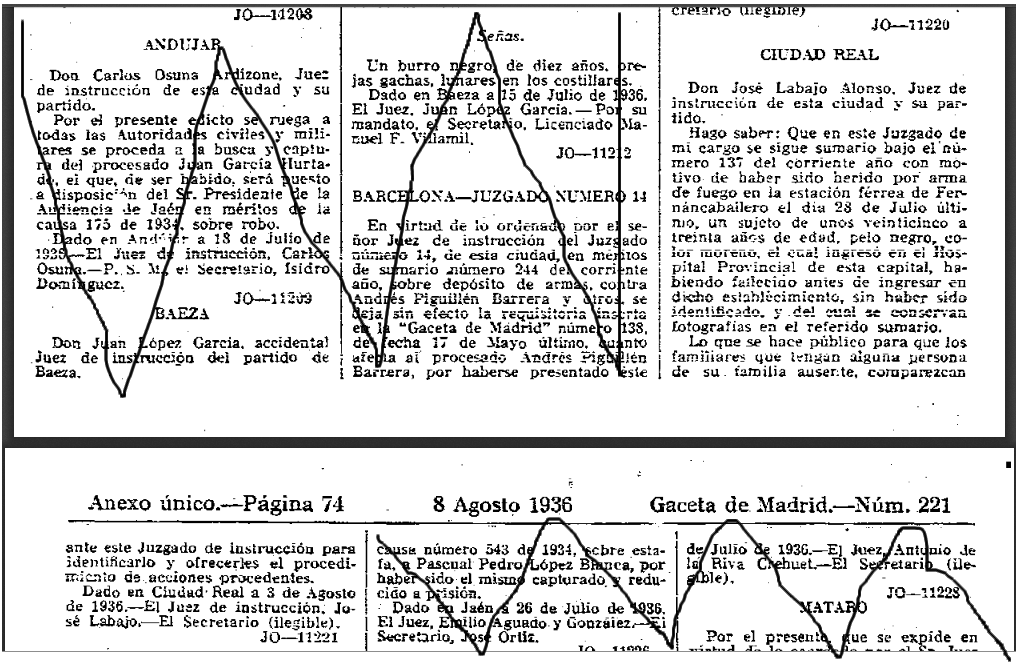
Gaceta de Madrid nº221, 08/08/1936, Página-73

Enlaces externos a galerías de imágenes
- CAUSA GENERAL FERNANDOCABALLERO
- IDENTIFICACIÓN DE LOS RESTOS OSEÓS DE LOS MÁRTIRES CLARETIANOS DE FERNÁN CABALLERO
- TRASLADO MÁRTIRES CLARETIANOS DE SIGÜENZA Y F.CABALLERO
- LOS MÁRTIRES DE SINGÜENZA Y F.CABALLERO
- BEATO JOSÉ MARÍA RUIZ Y LOS BEATOS MÁRTIRES DE F.CABALLERO
- MONUMENTO HOMENAJE A LOS MÁRTIRES CLARETIANOS EN FERNÁN CABALLERO (El monumento se encuentra cerca del lugar donde fueron asesinados)[19]
- PANTEÓN CLARETIANO EN CIUDAD REAL (Lugar donde permanecieron los restos de los mártires de Fernán Caballero hasta el año 2000)
- SIMULACIÓN DE LA ESTACIÓN FERROVIARIA DE F.CABALLERO

Enlaces a testimonios (vídeos)
- Presentación de los hechos del martirio de Sigüenza y Fernán Caballero por el padre Julio Izquierdo
- Los mártires de Fernán Caballero
- Martyres of Siguenza Fernan Caballero Spanish English

Enlaces a documentos
- ES.28079.AHN//FC-CAUSA_GENERAL,1033,Exp.3 Archivo histórico Nacional, pieza décima de Ciudad Real, persecución religiosa.
- BOE/1936/221/C00069-00080 Gaceta de Madrid núm. 221, 8 AGOSTO 1936, ANEXO ÚNICO, PÁGINA 73.

## Relacionados
- Anticlericalismo
- Anticlericalismo en España
- Quema de conventos de 1931 en España
- Iglesia católica y guerra civil española
- Cuestión religiosa
- Cuestión religiosa en la Segunda República Española
- Cuestión religiosa en la Constitución española de 1931
- Persecución religiosa durante la guerra civil española
- Guerra civil española
- Iglesia católica y guerra civil española
- Revolución social española de 1936

Anexo:
- Clérigos de la Iglesia católica asesinados en Cataluña durante la época de 1936 a 1939
- Santos católicos
- Mártires del siglo XX en España
- Víctimas de la guerra civil española
- Quema de conventos
- Anticlericalismo

Nota:
El término “mártires de la guerra civil” se presta a manipulación, por lo que se prefiere la expresión “mártires del siglo XX en España”.
- Datos: Q5795862